# Harding (New Jersey)
Pour les articles homonymes, voir Harding.
Harding est un township du comté de Morris, dans l’État du New Jersey. Lors du recensement de 2010, sa population s’élevait à 3 838 habitants. Sa superficie totale est de 53,28 km2.